# Lubuk Kembang Bunga
Lubuk Kembang Bunga is een bestuurslaag in het regentschap Pelalawan van de provincie Riau, Indonesië. Lubuk Kembang Bunga telt 3067 inwoners (volkstelling 2010).